# Alexandre-Philippe Andryane
Gangulphe-Philippe-François-Alexandre Andryane (Jouy-le-Comte, 21 marzo 1797 – Coye, 12 gennaio 1863) è stato un rivoluzionario e politico francese, coinvolto nelle cospirazioni di Filippo Buonarroti in Italia, fu recluso nella fortezza dello Spielberg dove condivise la cella con Federico Confalonieri. 
Graziato nel 1832, pubblicò un libro di Memorie le cui inesattezze irritarono i patrioti italiani.

## Biografia
Nato in una ricca famiglia di commercianti di origine belga, studente in giurisprudenza nel 1814, fu un giovanissimo ufficiale napoleonico durante i "Cento giorni" (1815). Dopo un periodo di sperperi, nel 1820  si sottrasse ai creditori rifugiandosi a Ginevra, dove conobbe e divenne amico di Filippo Buonarroti. Buonarroti lo iniziò alla società segreta degli Adelfi, nominandolo dapprima "sublime maestro perfetto" e poi "sublime eletto".

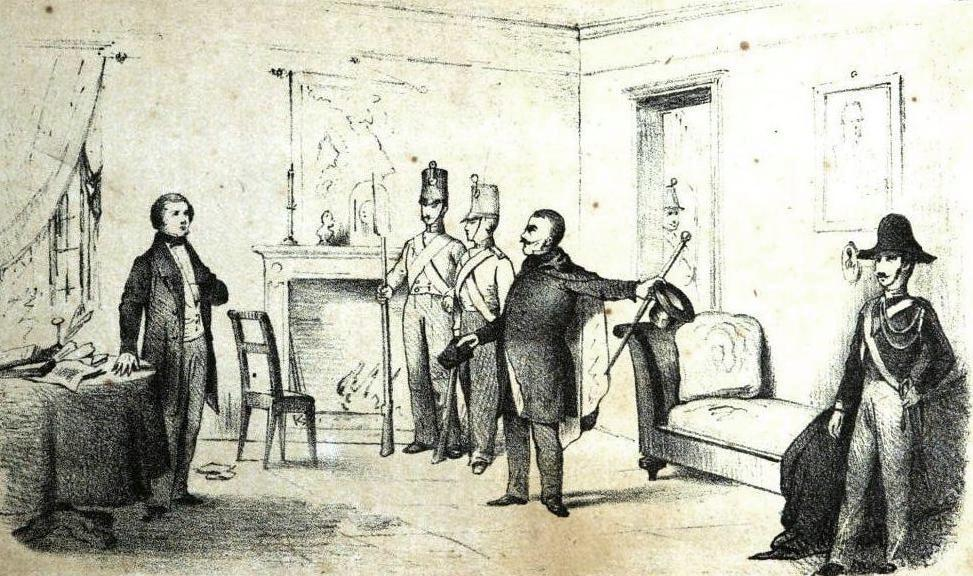
L'arresto di Andryane

Alla fine del 1822 Andryane fu inviato da Buonarroti in Italia a ricostituire l'organizzazione della setta indebolita a causa dei numerosi arresti che si erano susseguiti nel Lombardo Veneto e in Piemonte in seguito ai processi istruiti da Antonio Salvotti dopo il fallimento dei moti del 1820-1821. Il comportamento di Andryane durante la sua missione in Italia, tuttavia, non fu all'altezza del compito. Giunto a Milano da Ginevra il 26 dicembre 1822, il successivo 18 gennaio subì nella propria abitazione, per opera del conte Bolza, una perquisizione nel corso della quale gli vennero sequestrati numerosi documenti compromettenti che avrebbero dovuto essere distrutti. Inoltre, al contrario di quanto scriverà più tardi nelle sue Mémoires d'un prisonnier d'état au Spielberg, Andryane fece gravi ammissioni sull'attività della setta di Buonarroti e sui legami con la setta dei "Federati lombardi" di Federico Confalonieri. Processato con Confalonieri, ebbe la condanna a morte, commutata l'8 gennaio 1824 nel carcere duro a vita da scontare nella fortezza dello Spielberg.
Nello Spielberg Andryane condivise per otto anni la cella con Federico Confalonieri. Nel frattempo la cognata di Andryane, Paoline, figlia del celebre giurista francese Philippe-Antoine Merlin de Douai e sorella del generale Eugène, si dedicò alla liberazione del cognato dapprima organizzando tentativi di fuga, successivamente facendo pervenire al governo austriaco richieste di liberazione sottoscritte da numerose personalità francesi quali La Fayette. Nel 1832 Andryane fu graziato dall'Imperatore "piegandosi ad una istanza di famiglia". Tornato in Francia, Andryane si stabilì a Coye-la-Forêt, dove la sua famiglia possedeva una filanda, divenne sindaco del paese e nel 1835 sposò Jeanne-Adèle Bulan, figlia del vicepresidente della camera di commercio di Amiens. Tentò di partecipare alla vita politica francese, presentandosi candidato alle elezioni per il Parlamento francese nel 1842 e nel 1846, ma senza successo. Tornerà in Italia nel 1859 al seguito di Napoleone III durante la seconda guerra di indipendenza.
Dopo il successo delle Mie prigioni di Pellico, pubblicate nel 1832, Andryane scrisse le sue memorie uscite a puntate su una rivista francese fra il 1837 e il 1838, e pubblicate in volume a Parìgi da Ladvocat nel 1838. Dedicate a Federico Confalonieri (deportato in America nel 1835), le memorie suscitarono proteste da parte dei patrioti già reclusi nello Spielberg. Giorgio Pallavicino Trivulzio, al confino a Praga, chiese al governo austriaco il permesso di scrivere un libello contro Federico Confalonieri, ritenuto da Pallavicino il suggeritore di Andryane. Tuttavia lo stesso Confalonieri fu anch'esso contrariato dalle Mémoires: interruppe i rapporti di amicizia con Andryane e fece sapere che disapprovava la pubblicazione. Antonio Solera, accusato da Andryane di aver fatto la spia per gli austriaci nello Spielberg, pubblicò un suo memoriale contenente in appendice una lettera di solidarietà e amicizia del Confalonieri, portò Andryane in tribunale per calunnia e lo costrinse a una ritrattazione nelle edizioni successive in francese e in italiano. In Francia le memorie di Andryane furono considerate affidabili e adatte alla gioventù.

## Opere
- Mémoires d'un prisonnier d'état, par A. Andryane, compagnon de captivité de l'illustre comte Confalonieri, Parigi, Ladvocat, 1837-1838.
- Souvenirs de Genève: complément des "Mémoires d'un prisonnier d'Etat", Parigi, W. Coquebert, 1839 (Google libri).